# Waldwiese (Stadion)
Die Waldwiese ist ein Fußballstadion in Kiel. Es liegt südlich der Innenstadt an der Hamburger Chaussee an der Grenze des Stadtteils Gaarden.

## Geschichte

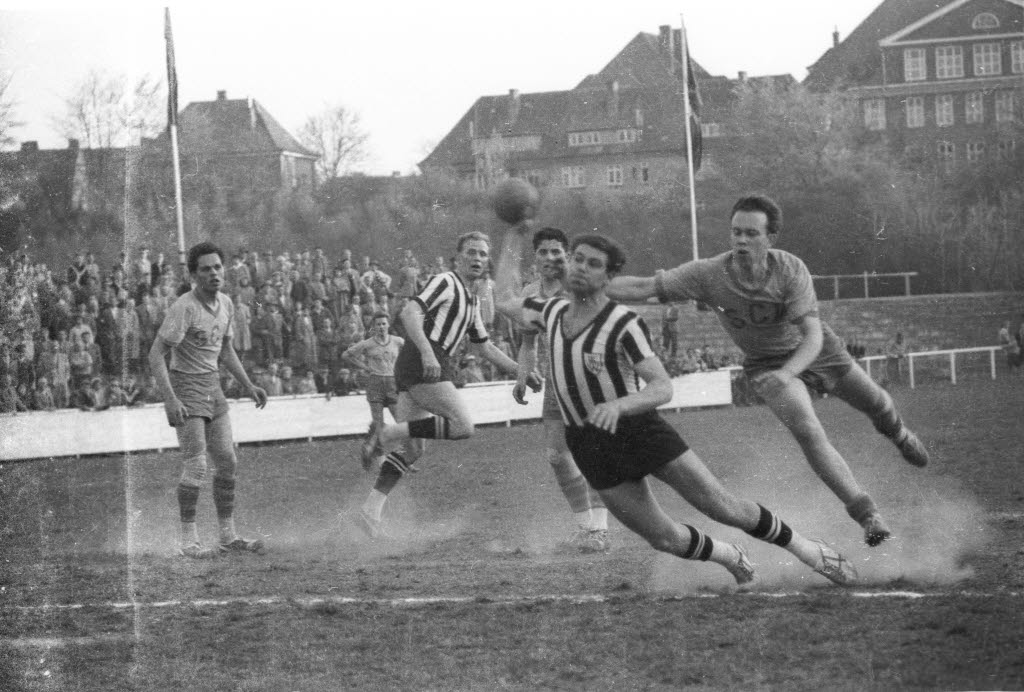
Handballspiel des THW Kiel gegen Viktoria Hamburg, Endrunde um die Deutsche Meisterschaft, Mai 1957

Über die Eröffnung des Stadions gibt es widersprüchliche Aussagen. Je nach Quelle wurde das Stadion im Jahre 1923 bzw. am 21. Juni 1925 eröffnet. Die ursprüngliche Kapazität lag bei 18.000 Zuschauern, wurde jedoch mit der Zeit auf 7.500, dann auf 5.000 und nunmehr auf 2.000 Zuschauer reduziert. Das Stadion ist auch unter dem Namen VfB-Platz Waldwiese bekannt.
Erster Nutzer des Stadions war der SV Hohenzollern-Herta Kiel, der 1928 nach Konkurs aufgelöst und als VfB Kiel neu gegründet wurde. Der Handballverein THW Kiel trug seine Feldhandballspiele ebenfalls auf der Waldwiese aus. Der Kieler Stadtteilverein SV Friedrichsort nutzte zwischen 1963 und 1966 die Waldwiese für diverse Heimspiele in der damals zweitklassigen Regionalliga Nord. Seit 2014 ist die Waldwiese die Heimspielstätte der Fußballerinnen von Holstein Kiel.
Am 28. Mai 1950 wurde das Achtelfinalspiel um die deutsche Fußballmeisterschaft 1949/50 zwischen dem Hamburger SV und Union Oberschöneweide vor 13.500 Zuschauern auf der Waldwiese ausgetragen. Wenige Tage später, am 17. Juni 1950, war die Waldwiese Schauplatz des Halbfinalspiels und die deutsche Feldhandball-Meisterschaft 1950 zwischen dem THW Kiel und Frisch Auf Göppingen. Darüber hinaus setzte der Schleswig-Holsteinische Fußballverband diverse Entscheidungsspiele, bei denen mit einer hohen Zuschauerzahl gerechnet wurde, auf der Kieler Waldwiese an.